# Mistrzostwa NRD w skokach narciarskich
Mistrzostwa Niemieckiej Republiki Demokratycznej w skokach narciarskich (niem. DDR-Skimeisterschaften) – zawody wyłaniające najlepszych zawodników uprawiających skoki narciarskie w NRD.
Impreza odbywała się w latach 1949–1989. Od 1965 roku konkursy odbywały się na dwóch skoczniach: normalnej i dużej, natomiast od 1967 do programu mistrzostw dołączyły zawody drużynowe.

## Mężczyźni, indywidualnie
| Data | Miejsce      | Złoty medal                | Srebrny medal    | Brązowy medal  | Źr.                 |
| ---- | ------------ | -------------------------- | ---------------- | -------------- | ------------------- |
| 1949 | Oberhof      | Herbert Leonhardt          |                  |                | [ 1 ] [ 2 ]         |
| 1950 | Schierke     | Franz Knappe               |                  |                | [ 1 ] [ 3 ]         |
| 1951 | Oberhof      | Herbert Friedel            |                  |                | [ 1 ] [ 4 ]         |
| 1952 | Oberhof      | Franz Knappe Werner Lesser |                  |                | [ 1 ] [ 5 ]         |
| 1953 | Oberhof      | Werner Lesser Kurt Meinel  |                  |                | [ 1 ] [ 6 ]         |
| 1954 | Oberhof      | Harry Glaß                 |                  |                | [ 1 ] [ 7 ]         |
| 1955 | Oberhof      | Harry Glaß                 |                  |                | [ 1 ] [ 8 ]         |
| 1956 | Oberhof      | Harry Glaß                 |                  |                | [ 1 ] [ 9 ]         |
| 1957 | Brotterode   | Werner Lesser              | Helmut Recknagel | Harry Glaß     | [ 1 ] [ 10 ] [ 11 ] |
| 1958 | Altenberg    | Harry Glaß                 | Helmut Recknagel | Werner Lesser  | [ 1 ] [ 12 ]        |
| 1959 | Lauscha      | Helmut Recknagel           | Harry Glaß       | Werner Lesser  | [ 1 ] [ 13 ]        |
| 1960 | Klingenthal  | Veit Kührt                 | Harald Pfeffer   | Günter Oettel  | [ 1 ] [ 14 ]        |
| 1961 | Oberhof      | Werner Lesser              | Dieter Bokeloh   | Veit Kührt     | [ 1 ] [ 15 ]        |
| 1962 | Schmiedefeld | Helmut Recknagel           | Veit Kührt       | Kurt Schramm   | [ 1 ] [ 16 ]        |
| 1963 | Klingenthal  | Helmut Recknagel           | Dietmar Klemm    | Veit Kührt     | [ 1 ] [ 17 ]        |
| 1964 | Oberhof      | Veit Kührt                 | Karl-Heinz Munk  | Dieter Bokeloh | [ 1 ] [ 18 ]        |

## Mężczyźni, skocznia normalna
| Data | Miejsce               | Złoty medal           | Srebrny medal         | Brązowy medal         | Źr.          |
| ---- | --------------------- | --------------------- | --------------------- | --------------------- | ------------ |
| 1965 | Johanngeorgenstadt    | Dieter Neuendorf      | Peter Lesser          | Müller                | [ 1 ] [ 19 ] |
| 1966 | Brotterode            | Dieter Neuendorf      | Peter Lesser          | Dieter Bokeloh        | [ 1 ] [ 20 ] |
| 1967 | Klingenthal           | Dieter Neuendorf      | Bernd Karwofsky       | Horst Queck           | [ 1 ] [ 21 ] |
| 1968 | Oberhof               | Manfred Queck         | Horst Queck           | Peter Lesser          | [ 1 ] [ 22 ] |
| 1969 | Oberwiesenthal        | Jürgen Dommerich      | Bernd Karwofsky       | Peter Lesser          | [ 1 ] [ 23 ] |
| 1970 | Oberhof               | Horst Queck           | Jürgen Dommerich      | Christian Kiehl       | [ 1 ] [ 24 ] |
| 1971 | Johanngeorgenstadt    | Hans-Georg Aschenbach | Rainer Schmidt        | Heinz Schmidt         | [ 1 ] [ 25 ] |
| 1972 | Zawodów nie rozegrano | Zawodów nie rozegrano | Zawodów nie rozegrano | Zawodów nie rozegrano | [ 1 ]        |
| 1973 | Schmiedefeld          | Hans-Georg Aschenbach | Heinz Wosipiwo        | Henry Glaß            | [ 1 ] [ 26 ] |
| 1974 | Klingenthal           | Hans-Georg Aschenbach | Dietrich Kampf        | Jochen Danneberg      | [ 1 ] [ 27 ] |
| 1975 | Oberwiesenthal        | Hans-Georg Aschenbach | Henry Glaß            | Heinz Wosipiwo        | [ 1 ] [ 28 ] |
| 1976 | Lauscha               | Jochen Danneberg      | Bernd Eckstein        | Falko Weißpflog       | [ 1 ] [ 29 ] |
| 1977 | Oberwiesenthal        | Harald Duschek        | Falko Weißpflog       | Thomas Meisinger      | [ 1 ] [ 30 ] |
| 1978 | Schmiedefeld          | Harald Duschek        | Bernd Eckstein        | Matthias Buse         | [ 1 ] [ 31 ] |
| 1979 | Schmiedefeld          | Jochen Danneberg      | Martin Weber          | Klaus Ostwald         | [ 1 ] [ 32 ] |
| 1980 | Klingenthal           | Harald Duschek        | Henry Glaß            | Martin Weber          | [ 1 ] [ 33 ] |
| 1981 | Schmiedefeld          | Henry Glaß            | Harald Duschek        | Axel Zitzmann         | [ 1 ] [ 34 ] |
| 1982 | Oberwiesenthal        | Matthias Buse         | Manfred Deckert       | Axel Zitzmann         | [ 1 ] [ 35 ] |
| 1983 | Johanngeorgenstadt    | Manfred Deckert       | Stefan Stannarius     | Klaus Ostwald         | [ 1 ] [ 36 ] |
| 1984 | Lauscha               | Manfred Deckert       | Matthias Buse         | Stefan Stannarius     | [ 1 ] [ 37 ] |
| 1985 | Oberwiesenthal        | Ulf Findeisen         | Jens Weißflog         | Klaus Ostwald         | [ 1 ] [ 38 ] |
| 1986 | Johanngeorgenstadt    | Jens Weißflog         | Ingo Lesser           | Klaus Ostwald         | [ 1 ] [ 39 ] |
| 1987 | Klingenthal           | Manfred Deckert       | Ingo Lesser           | Jens Weißflog         | [ 1 ] [ 40 ] |
| 1988 | Zawodów nie rozegrano | Zawodów nie rozegrano | Zawodów nie rozegrano | Zawodów nie rozegrano | [ 1 ]        |
| 1989 | Oberwiesenthal        | Jens Weißflog         | Heiko Hunger          | Ulf Findeisen         | [ 1 ] [ 41 ] |

## Mężczyźni, skocznia duża
| Data | Miejsce               | Złoty medal           | Srebrny medal         | Brązowy medal         | Źr.          |
| ---- | --------------------- | --------------------- | --------------------- | --------------------- | ------------ |
| 1965 | Johanngeorgenstadt    | Dieter Neuendorf      | Dieter Scharf         | Alfred Brettschneider | [ 1 ] [ 19 ] |
| 1966 | Oberhof               | Dieter Neuendorf      | Horst Queck           | Dieter Scharf         | [ 1 ] [ 20 ] |
| 1967 | Klingenthal           | Bernd Karwofsky       | Dieter Neuendorf      | Manfred Queck         | [ 1 ] [ 21 ] |
| 1968 | Oberhof               | Dieter Scharf         | Horst Queck           | Josef Tonhauser       | [ 1 ] [ 22 ] |
| 1969 | Klingenthal           | Horst Queck           | Heinz Schmidt         | Peter Lesser          | [ 1 ] [ 23 ] |
| 1970 | Brotterode            | Horst Queck           | Bernd Willomitzer     | Heinz Schmidt         | [ 1 ] [ 24 ] |
| 1971 | Brotterode            | Rainer Schmidt        | Heinz Schmidt         | Manfred Wolf          | [ 1 ] [ 25 ] |
| 1972 | Zawodów nie rozegrano | Zawodów nie rozegrano | Zawodów nie rozegrano | Zawodów nie rozegrano | [ 1 ]        |
| 1973 | Oberhof               | Hans-Georg Aschenbach | Heinz Wosipiwo        | Manfred Wolf          | [ 1 ] [ 26 ] |
| 1974 | Klingenthal           | Hans-Georg Aschenbach | Dietrich Kampf        | Dietmar Aschenbach    | [ 1 ] [ 27 ] |
| 1975 | Zawodów nie rozegrano | Zawodów nie rozegrano | Zawodów nie rozegrano | Zawodów nie rozegrano | [ 1 ]        |
| 1976 | Oberhof               | Hans-Georg Aschenbach | Jochen Danneberg      | Bernd Eckstein        | [ 1 ] [ 29 ] |
| 1977 | Klingenthal           | Thomas Meisinger      | Henry Glaß            | Dietrich Kampf        | [ 1 ] [ 30 ] |
| 1978 | Oberhof               | Falko Weißpflog       | Jochen Danneberg      | Matthias Buse         | [ 1 ] [ 31 ] |
| 1979 | Oberhof               | Harald Duschek        | Martin Weber          | Falko Weißpflog       | [ 1 ] [ 32 ] |
| 1980 | Klingenthal           | Henry Glaß            | Thomas Meisinger      | Klaus Ostwald         | [ 1 ] [ 33 ] |
| 1981 | Oberhof               | Ulrich Pscherra       | Klaus Ostwald         | Manfred Deckert       | [ 1 ] [ 34 ] |
| 1982 | Klingenthal           | Klaus Ostwald         | Manfred Deckert       | Ulrich Pscherra       | [ 1 ] [ 35 ] |
| 1983 | Klingenthal           | Ulf Findeisen         | Klaus Ostwald         | Manfred Deckert       | [ 1 ] [ 36 ] |
| 1984 | Oberhof               | Ulf Findeisen         | Holger Freitag        | Matthias Buse         | [ 1 ] [ 37 ] |
| 1985 | Klingenthal           | Jens Weißflog         | Klaus Ostwald         | Ulf Findeisen         | [ 1 ] [ 38 ] |
| 1986 | Zawodów nie rozegrano | Zawodów nie rozegrano | Zawodów nie rozegrano | Zawodów nie rozegrano | [ 1 ]        |
| 1987 | Klingenthal           | Heiko Hunger          | Klaus Ostwald         | Ulf Findeisen         | [ 1 ] [ 40 ] |
| 1988 | Brotterode            | Heiko Hunger          | Mike Arnold           | Guntram Kraus         | [ 1 ] [ 42 ] |
| 1989 | Klingenthal           | Jens Weißflog         | Heiko Hunger          | Ulf Findeisen         | [ 1 ] [ 41 ] |

## Mężczyźni, drużynowo
| Data      | Miejsce               | Złoty medal                                                                                 | Srebrny medal                                                                    | Brązowy medal                                                                      | Źr.           |
| --------- | --------------------- | ------------------------------------------------------------------------------------------- | -------------------------------------------------------------------------------- | ---------------------------------------------------------------------------------- | ------------- |
| 1967      | Klingenthal           | SC Dynamo Klingenthal Bernd Karwofsky Henry Stöhr Manfred Queck Christoph Rölz              | SC Motor Zella-Mehlis Horst Queck Peter Lesser Heinz Schmidt Veit Kührt          | ASK Vorwärts Brotterode Dieter Neuendorf Alfred Lesser Dieter Bokeloh Martin Weber | [ 1 ] [ 21 ]  |
| 1968      | Oberhof               | SC Motor Zella-Mehlis Horst Queck Peter Lesser Heinz Schmidt Veit Kührt                     | SC Motor Zella-Mehlis Josef Tonhauser Walter Jürgen Dommrich Rainer Schmidt      | SC Dynamo Klingenthal Bernd Karwofsky Henry Stöhr Manfred Queck Körner             | [ 1 ] [ 22 ]  |
| 1969      | Oberwiesenthal        | SC Motor Zella-Mehlis Heinz Schmidt Josef Tonhauser Peter Lesser Rainer Schmidt             | SC Dynamo Klingenthal Mattig Henry Stöhr Manfred Queck Ingo Scheibenhof          | ASK Vorwärts Brotterode Manfred Wolf Bernd Baptistella Peter Wabersich Ernst       | [ 1 ] [ 23 ]  |
| 1970      | Brotterode            | SC Motor Zella-Mehlis                                                                       | ASK Vorwärts Brotterode                                                          | SC Traktor Oberwiesenthal                                                          | [ 1 ] [ 23 ]  |
| 1971–1974 |                       |                                                                                             |                                                                                  |                                                                                    |               |
| 1975      | Brotterode            | ASK Vorwärts Oberhof Martin Weber Jochen Danneberg Dietmar Aschenbach Hans-Georg Aschenbach | SC Dynamo Klingenthal I Klaus Höring Eberhard Seifert Henry Glaß Heinz Wosipiwo  | SC Motor Zella-Mehlis I Blum Jürgen Eckstein Bernd Eckstein Rainer Schmidt         | [ 28 ] [ 43 ] |
| 1976      | Lauscha               | ASK Vorwärts Oberhof Martin Weber Dietmar Aschenbach Hans-Georg Aschenbach Jochen Danneberg | SC Dynamo Klingenthal Manfred Deckert Gunter Schmieder Heinz Wosipiwo Henry Glaß | SC Motor Zella-Mehlis Harald Duschek Rainer Schmidt Bernd Eckstein J. Eckstein     | [ 1 ] [ 29 ]  |
| 1977–1985 |                       |                                                                                             |                                                                                  |                                                                                    |               |
| 1986      | Oberwiesenthal        | SC Dynamo Klingenthal Warg Manfred Deckert Klaus Ostwald Holger Freitag                     |                                                                                  |                                                                                    | [ 1 ] [ 39 ]  |
| 1987      | Klingenthal           | SC Dynamo Klingenthal Kummerlöw Heiko Hunger Klaus Ostwald Manfred Deckert                  | ASK Vorwärts Oberhof Baranski Petzold Ulf Sauerbrey Ingo Lesser                  | SC Traktor Oberwiesenthal Christoph Rölz Jens Weißflog Peter Grundig Ulf Findeisen | [ 1 ] [ 40 ]  |
| 1988      | Zawodów nie rozegrano | Zawodów nie rozegrano                                                                       | Zawodów nie rozegrano                                                            | Zawodów nie rozegrano                                                              | [ 1 ]         |
| 1989      | Oberwiesenthal        | SC Traktor Oberwiesenthal Ingo Züchner Jens Weißflog Guntram Kraus Ulf Findeisen            | SC Dynamo Klingenthal Mike Arnold René Kummerlöw Remo Lederer Heiko Hunger       | ASK Vorwärts Oberhof Baranski Marco Gohlke Ralf Gebstedt Ingo Lesser               | [ 1 ] [ 41 ]  |